# Wincenty Łepkowski
Wincenty Jacek Łepkowski (ur. 19 sierpnia 1866 w Krakowie, zm. 13 maja 1935 tamże) − polski lekarz, stomatolog, pionier nowoczesnej stomatologii polskiej.

## Życiorys
Był synem Józefa Aleksandra Łepkowskiego i Stanisławy Libelt (zm. 1882). W 1884 roku ukończył II LO i zdał maturę. W latach 1884−1890 studiował medycynę na Uniwersytecie Jagiellońskim, pracował w Klinice Chirurgicznej UJ pod kierunkiem Ludwika Rydygiera. Wiedzę uzupełniał studiując we Wrocławiu, Berlinie i Paryżu. Od 1892 roku wykładał dentystykę na Wydziale Lekarskim UJ, w 1897 uzyskał habilitację. Jako pierwszy otworzył w 1903 roku na ziemiach polskich ambulatorium dentystyczne. Według innego źródła Uniwersyteckie Ambulatorium Dentystyczne przy I Klinice Chirurgii prof. L. Rydygiera powstało w 1897 roku. W 1903 roku założył pierwszy w Polsce Instytut Stomatologiczny UJ w Krakowie, który funkcjonował z przerwą wojenną do 1947 roku. W 1904 roku został profesorem i kierownikiem instytutu.
 W 1906 roku został założycielem Związku Stomatologów Polskich. Był założycielem w 1912 roku Kwartalnika Stomatologicznego. Podczas I wojny światowej uruchomił ambulatorium dentystyczne dla legionistów. Był członkiem i długoletnim wiceprezesem polskiego komitetu Fédération Dentaire Internationale, autor kilkudziesięciu prac naukowych dotyczących histologii zęba, zastosowania środków farmakologicznych w dentystyce oraz prac z zakresu medycyny sądowej, które publikował między innymi w „Przeglądzie Lekarskim”.
Wincenty Łepkowski – pierwszy profesor z zakresu stomatologii – zyskał miano ojca polskiej stomatologii uniwersyteckiej. Utworzył także przy instytucie pierwszą w Polsce Szkołę dla techników dentystycznych.

27 listopada 1929 roku został odznaczony Krzyżem Komandorskim Orderu Odrodzenia Polski.

## Życie prywatne
Był żonaty z Celiną Libelt (1869−1950), z którą miał synów: Jerzego (jego chrzestnym ojcem był Leon Wyczółkowski), Tadeusza (1894−1970) oraz Edwarda historyka sztuki, znawcę twórczości Jana Matejki wieloletniego kustosza jego muzeum. Wincenty Łepkowski nabył od rodziny Fischerów majątek ziemski w Bronowicach Wielkich, składający się z dawnego „pałacyku japońskiego” i części parku.

Pałacyk został rozbudowany, a dobudowaną część ozdobiono płaskorzeźbą z nietoperzem (stąd nowa nazwa - „Willa „Pod Gackiem” lub „Pod Gackami”). W gospodarstwie Łepkowskich wprowadzono wiele nowoczesnych w tamtym czasie rozwiązań: doprowadzono do willi wodę, korzystano z magla, prasy do wyciskania soku z jabłek, wybudowano własną „elektrownię” i „lodownię”. Gospodarze zatrudniali wiele służących, pokojówek, ogrodników i stangreta.
Obok willi znajdowały się zabudowania gospodarcze: stodoła z kieratem, młockarnią i wialnią, obora, kurniki, pieczarkarnia, wozownia. Hodowano kilka krów, barany, świnie, kury, indyki. Trzymano też konie.
Dom otoczony był parkiem z alejkami, ławeczkami i drewnianymi altankami. Znajdował się tam także kort tenisowy. W części gospodarczej znajdował się sad, ogród warzywny, pastwisko i łąka. Łepkowscy dzierżawili także tereny łowieckie wokół Bronowic (Pasternik, Tonie, Modlnica, Modlniczka, Rząska).
Bronowicki pałacyk odwiedzali przedstawiciele elity społecznej: politycy, naukowcy, ludzie kultury. Największą przyjaźnią gospodarze darzyli Leona Wyczółkowskiego, który namalował wiele portretów członków rodziny. Łepkowscy gościli także między innymi Erazma Barącza, Włodzimierza Tetmajera, Lucjana Rydla, Ludwika Solskiego, Edwarda Rydza-Śmigłego, Józef Piłsudskiego. Gospodarz interesował się sztuką. Cały jego dom wypełniały kolekcje cennych obrazów, mebli i porcelany.
 Pisał także wiersze, głównie o tematyce łowieckiej i podróżniczej. Był autorem sztuk teatralnych o medycznym środowisku Krakowa.
Pochowany został w grobowcu rodzinnym na cmentarzu Rakowickim w Krakowie (kwatera Ł-płn-po lewej Biechońskiego).

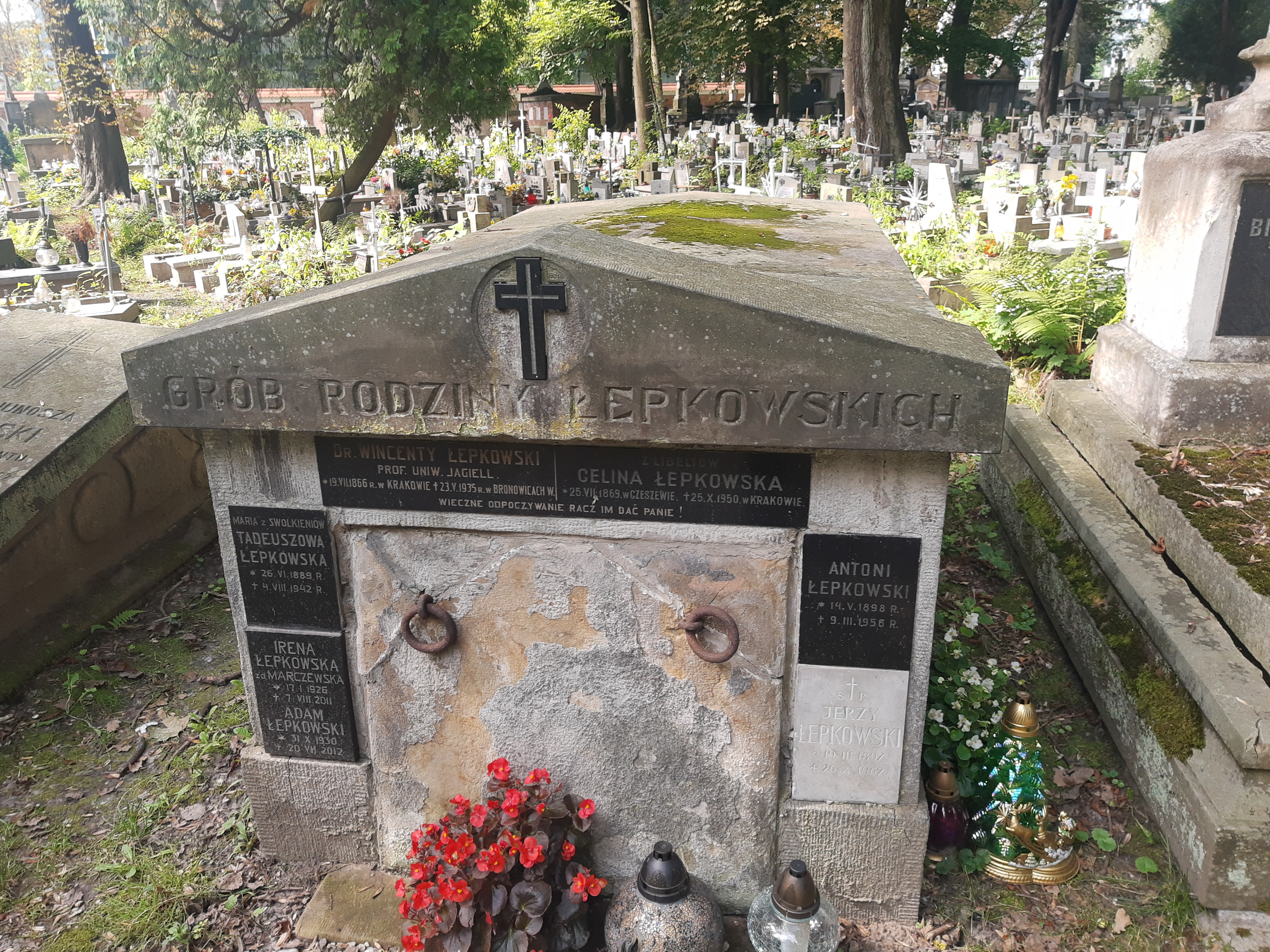
Grób prof. Wincentego Łepkowskiego na cmentarzu Rakowickim

## Osiągnięcia naukowe, działalność stomatologiczna, zasługi dla stomatologii krakowskiej
Prace badawcze profesora w dziedzinie stomatologii wyprzedzały epokę w której żył. Uważany jest za prekursora endodoncji.

Opracował w 1909 roku autorską metodę leczenia kanałowego zębów z wykorzystaniem do irygacji i chemicznego opracowania kanału podchlorynu sodu, zwanego wtedy antyforminą lub radycyną. Do jego metody powrócono w XXI wieku. Wykonywał także zabiegi wyłuszczenia żywej miazgi w znieczuleniu domiazgowym, prowadził badania nad replantacją, transplantacją zębów i implantacją. Standardowo stosował diagnostykę radiologiczną przed leczniem zębów. Odbudowy protetyczne wykonywał na zdrowym lub prawidłowo przeleczonym uzębieniu. Był także autorem wielu nowatorskich rozwiązań w protetyce stomatologicznej. Prowadził badania poświęcone morfologii zębów, a także budowie histologicznej tkanek zębów (sam przygotowywał preparaty według własnej metody), budową zębiaków. Zajmował się też materiałoznawstwem, problemami klinicznymi np. tamowanie krwotoków po usunięciu zębów, zastosowanie kokainy w znieczuleniu. Jako drugi na świecie lekarz stosował w stomatologii formalinę.

Promował nazwę „stomatologia” zamiast „dentystyka”, był orędownikiem traktowania stomatologii jako integralnej części nauk medycznych.

Przy powoływaniu Instytutu oprócz działań organizacyjnych miał on znaczny wkład finansowy. Do dotacji Ministerstwa Wyznań i Oświaty w Wiedniu w wysokości 5000 koron dołożył z własnych środków kwotę 2500 koron.
Ofiarował także placówce wyposażenie: aparaturę do podawania gazu rozweselającego przy znieczuleniu, mikroskop Zeiss, „stołek operacyjny”, wiertnicę, zaopatrzył także bibliotekę instytutu.
Profesor prowadził klinikę przy ul. Straszewskiego 26 w Krakowie. Posiadał prywatną „elektrownię”, która mieściła się w piwnicy kamienicy. Jako pierwszy stomatolog na ziemiach polskich do pracy używał wiertarkę elektryczną. Posiadał własny aparat rentgenowski. W klinice działała pracownia protetyczna.
Jeszcze przed utworzeniem instytutu użyczał uniwersytetowi pomieszczenia w swojej klinice, umożliwiając kształcenie praktyczne przyszłym stomatologom.

## Upamiętnienie
- Tablica epitafijna Wincentego Łepkowskiego znajduje się w kruchcie kościoła OO Kapucynów[1].
- Na ścianie librarii, czyli dawnej biblioteki Collegium Maius, znajduje się portret Łepkowskiego namalowany przez Leona Wyczółkowskiego (Łepkowski przyczynił się do rozwoju księgozbioru Biblioteki Jagiellońskiej i Muzeum Uniwersytetu Jagiellońskiego)[9]. Obraz składa się z dwóch części oddzielonych listwą, umieszczonych na jednym podobraziu, oprawionych we wspólną ramę. W części górnej znajduje się portret Łepkowskiego w pozycji stojącej z ręką w kieszeni i papierosem w lewej dłoni. W części dolnej malarz umieścił willę Łepkowskich w Bronowicach Wielkich oraz napis SADYBA.
- Łepkowski pojawił się także na portrecie zbiorowym Rydygiera jako asystent profesora namalowanym przez Wyczółkowskiego, który znajduje się Muzeum Narodowym w Warszawie[10].
- W Muzeum Stomatologii Instytutu Stomatologii w gmachu na ul. Montelupich 4 w jednej z sal znajduje się gipsowe popiersie profesora, a także jego fotografie oraz gabinet stomatologiczny z czasów uczonego[11].